# 金鍾海
金 鍾海（キム・ジョンへ、김종해、1941年 - ）は韓国の詩人である。慶尚南道釜山出身。詩人の金鐘鉄は弟。

## 略歴
1941年7月23日、釜山で生まれる。『現代詩』と『新年代』の同人として活動した。韓国詩人協会の事務局長、大韓出版文化協会の理事などを歴任して、1994年からは文学世界社の社長である。
彼の作品は、市民の生活が描かれ、その中にははっきりとした現実認識が根付いている。強い個性を表しながらも、読者の共感を広く呼んでいる点が評価されている。

## 受賞歴
- 1963年、「夕方」で自由文学新人文学賞に入選
- 1965年、「内乱」で京郷新聞の新春文芸に入選
- 1986年、詩集『航海日誌』で韓国文学作家賞

## 主な作品
- 1966年、『인간의 악기』(人間の楽器)[4]
- 1970年、『신의 열쇠』(神の鍵)
- 1979年、『왜 아니 오시나요』(どうして、来ないのでしょうか)
- 1982年、『천노, 일어서다』(賤奴、立ち上がろう)
- 1986年、『항해일지』(航海日誌)
- 1990年、『바람부는 날은 지하철을 타고』(風が吹く日は、地下鉄に乗って)}
- 1992年、『무인도를 위하여』(無人島のために)
- 1994年、『별똥별』 (流れ星)
- 2001年、『풀』(草)